# Primera globalización (siglos XVI-XIX)
Primera globalización es fundamentalmente el término que denomina el proceso español o hispánico que inicia el descubrimiento de América (1492), la circunnavegación del globo y las consecuencias culturales, comerciales, jurídicas y políticas del Imperio Español y en menor medida el Imperio Portugués .
Por otra parte, primera globalización es también término utilizado por algunos historiadores económicos para describir el período de globalización del comercio y las finanzas que tuvo lugar entre 1870 y 1914.

## Globalización y circunnavegación
La primera globalización, desde el punto de vista del pensamiento y la ciencia, se sustenta y desenvuelve en dos grandes momentos definidos por la Escuela de Salamanca, creadora del moderno Derecho internacional a través del derecho de gentes, así como de la moderna teoría económica, y la Escuela Universalista Española del siglo XVIII, es decir la tardía Ilustración hispánica, humanística y científica, que alcanza hasta la disolución del Imperio español.
La primera globalización concierne decisivamente a la relación de Europa tanto con Asia como con América y la formación de los virreinatos de Hispanoamérica, y por ello le es inherente la gran polémica del Nuevo Mundo que, iniciada a fines del siglo XV, discurre sobre todo durante los siglos que van del XVI al XIX.
La circunnavegación se cumple en el viaje de Fernando de Magallanes y Juan Sebastián Elcano en 1519-1522. Más allá de las circunstancias político-administrativas y el ingente proyecto civilizatorio desplegado, el pensamiento de la primera globalización se sustenta en la Escuela de Salamanca y, entre sus consecuencias decisivas, se encuentran el gran fenómeno iberoamericano del mestizaje y el proyecto jurídico-político representado por el Derecho Internacional moderno fundado por Francisco de Vitoria y otros filósofos salmanticenses, culminando en Francisco Suárez y Juan de Mariana.

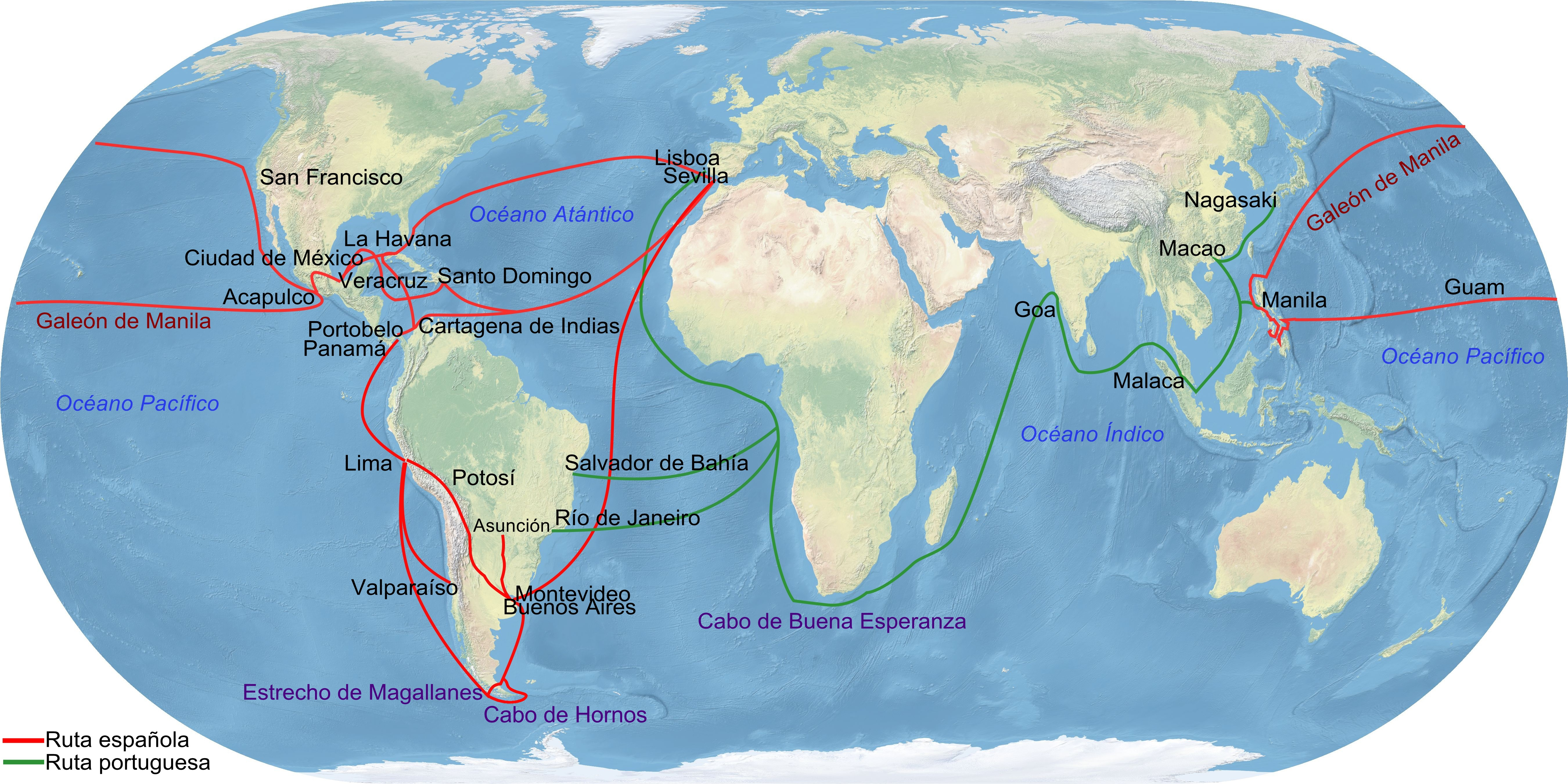
Principales rutas comerciales del Imperio español con las Indias.

Las rutas comerciales más importantes de este fenómeno de la globalización fueron las marítimas establecidas por el Galeón de Manila (entre Filipinas y Nueva España) y la flota de Indias y flota de Galeones, que teniendo puerto en La Habana y Veracruz, interconectadas tenían origen y destino en Sevilla (siglos XVI-XVII) y más tarde (siglo  XVIII), en Cádiz. Pero las rutas comerciales, en principio guiadas sobre todo por el comercio de las especias, fueron también culturales, y pronto comenzaron a ser amenazadas por la piratería, especialmente británica y holandesa.
Según reiteradamente constata la historiografía, "uno de los hitos de la relación entre Asia y Occidente, además de la apertura de una ruta comercial doblando el Cabo de Buena Esperanza (en 1488 alcanzado por Bartolomé Díaz), fue sin duda el descubrimiento de las islas Filipinas (brevemente exploradas en 1521 por Magallanes), archipiélago que se convertirían en base de la cultura occidental en Asia, ya a partir del segundo tercio del siglo XVI, una vez establecida la ruta Manila-Acapulco. Ésta fue fijada por el agustino Andrés de Urdaneta, quien encontró en 1565 la derrota que hizo posible el “tornaviaje” entre Filipinas y Nueva España. Por este derrotero habría de navegar durante más de 250 años el Galeón de Manila o Nao de la China. Quedaba así determinada la ruta que unía a tres continentes. Las naos (luego galeones y navíos) españolas salían del puerto de Manila con dirección a Acapulco. Allí las mercancías destinadas a Europa se transportaban hasta el puerto de Veracruz, situado en el Atlántico, a través de un recorrido conocido como el “camino de China”. De Veracruz zarpaban los barcos con destino a Cádiz y Sevilla".
La Independencia de las repúblicas americanas durante el siglo XIX inicia el fin del dominio español en el proceso de creación y desarrollo de la primera globalización y el mayor sistema mundial de comunicaciones hasta la fecha conocido, intervención que se prolongaría sin embargo hasta el final de la centuria con la pérdida de las provincias de Puerto Rico, Cuba y Filipinas como consecuencia de la intromisión de la emergente potencia internacional norteamericana.